# Đô (họ)
Đô là một họ của người châu Á. Họ này có ở Trung Quốc (chữ Hán: 都, Bính âm: Dū) và Triều Tiên (Hangul: 도, Romaja quốc ngữ: Do). Họ này đứng thứ 349 trong danh sách Bách gia tính. Theo một cuộc điều tra thống kê được thực hiện vào năm 2015 tại Hàn Quốc, họ này đứng vị trí 67 với 56,850 người mang họ này.

## Người Trung Quốc họ Đô nổi tiếng
- Đô Kiệt, binh bộ thượng thư Minh triều.
- Đô Úc, học giả Tống triều.

## Người Hàn Quốc họ Đô nổi tiếng
- Do Jiwon (Hán Việt: Đô Tri Nguyên), diễn viên Hàn Quốc.
- D.O. (Tên thật: Do Kyungsoo, Hán Việt: Đô Kính Tú), thành viên nhóm nhạc EXO.
- Do Jihan (Hán Việt: Đô Chi Hàn), diễn viên Hàn Quốc.